# Висока (Пардубицкий край)
Висока (чеш. Vysoká, бывш. нем. Wissoka) — муниципалитет на востоке Чешской Республики, в Пардубицком крае. Входит в состав района Свитави.
Один из самых малонаселённых муниципалитетов Чехии.

## География
Расположен в юго-восточной части района, в 15 км к юго-востоку от Моравской-Тршебовы, в 27 км к юго-востоку от города Свитави и в 85 км к юго-востоку от Пардубице.
Граничит с муниципалитетами Гартинков (с севера), Хорнице (с запада) и Бржезинки (с юго-запада), а также с муниципалитетами Кладки (с юго-востока) и Людмиров (с востока) района Простеёв и муниципалитетом Боузов района Оломоуц (с востока).
Связан автобусным сообщением с городом Евичко и деревней Кладки.

## История
Деревня основана к 1720 году графом Вилемом Войтехом Либштейнским из Коловрат, настоятелем Оломоуцкого кафедрального собора, разделившим часть своего имения между 15 семьями поселенцев.
С 1850 года Висока образовывала один муниципалитет (228 жителей в 1854 году) с деревней Нецтава. С 1869 по 1880 год была частью муниципалитета Бржезинки, затем — самостоятельный муниципалитет.

### Изменение административного подчинения
- 1850 год — Цислейтания, Моравия, край Брно, политический район Тршебова, судебный район Евичко;
- 1855 год — Цислейтания, Моравия, край Брно, судебный район Евичко;
- 1868 год — Цислейтания, Моравия, политический район Тршебова, судебный район Евичко[6];
- 1920 год — Чехословацкая Республика, Брненская жупания[чеш.], политический район Моравска-Тршебова, судебный район Евичко;
- 1928 год — Чехословацкая Республика, Моравско-Силезская земля, политический район Моравска-Тршебова, судебный район Евичко;
- 1938 год — Судетская область, округ Троппау, политический район Мериш-Трюбау, судебный район Гевич[7];
- 1941 год — Протекторат Богемии и Моравии, Моравия, область Моравска-Острава, политический район Литовель[5];
- 1945 год — Чехословацкая Республика, Моравско-Силезская земля, административный район Моравска-Тршебова, судебный район Евичко[8];
- 1949 год — Чехословацкая республика, Брненский край, район Моравска-Тршебова[9];
- 1960 год — ЧССР, Южноморавский край, район Свитави;
- 2003 год — Чехия, Пардубицкий край, район Свитави, ОРП Моравска-Тршебова.

## Население
| Год  | Численность | Численность |
| ---- | ----------- | ----------- |
| 1869 | 149         | [ 10 ]      |
| 1880 | 152         | [ 10 ]      |
| 1890 | 139         | [ 10 ]      |
| 1900 | 125         | [ 10 ]      |
| 1910 | 131         | [ 10 ]      |
| 1921 | 123         | [ 10 ]      |
| 1930 | 98          | [ 10 ]      |
| 1950 | 66          | [ 10 ]      |
| 1961 | 73          | [ 10 ]      |
| 1970 | 68          | [ 10 ]      |
| 1980 | 45          | [ 10 ]      |
| 1991 | 42          | [ 10 ]      |
| 2001 | 36          | [ 10 ]      |
| 2014 | 34          | [ 11 ]      |
| 2016 | 30          | [ 12 ]      |
| 2017 | 32          | [ 13 ]      |
| 2018 | 36          | [ 14 ]      |
| 2019 | 40          | [ 15 ]      |
| 2020 | 41          | [ 16 ]      |
| 2021 | 40          | [ 17 ]      |
| 2022 | 38          | [ 18 ]      |
| 2023 | 39          | [ 19 ]      |
| 2024 | 40          | [ 20 ]      |
| 2025 | 39          | [ 3 ]       |

По переписи 2011 года в деревне проживал 41 человек (из них 25 чехов, 12 моравов и 1 не указавший национальность, в 2001 году — 97,2% чехов и 2,8% моравов), из них 19 мужчин и 22 женщины (средний возраст — 39,8 лет).
Из 37 человек старше 14 лет 1 человек был необразованным, 12 имели базовое (в том числе неоконченное) образование, 22 — среднее, включая учеников (из них 6 — с аттестатом зрелости) и 2 — высшее (магистры).
Из 41 человека 21 был экономически активен (в том числе 4 безработных и 1 работающий студент), 18 — неактивны (7 неработающих пенсионеров, 1 рантье и 10 учащихся).
Из 17 работающих 2 работали в сельском хозяйстве, 7 — в промышленности, 2 — в торговле и авторемонте, 1 — в финансово-страховой сфере, 1 на госслужбе, 1 в здравоохранении.

## Достопримечательности[23]
- Часовня св. Троицы 1867 года постройки.
- На территории муниципалитета находится часть природного парка Богдалов — Гартинков.

## Галерея

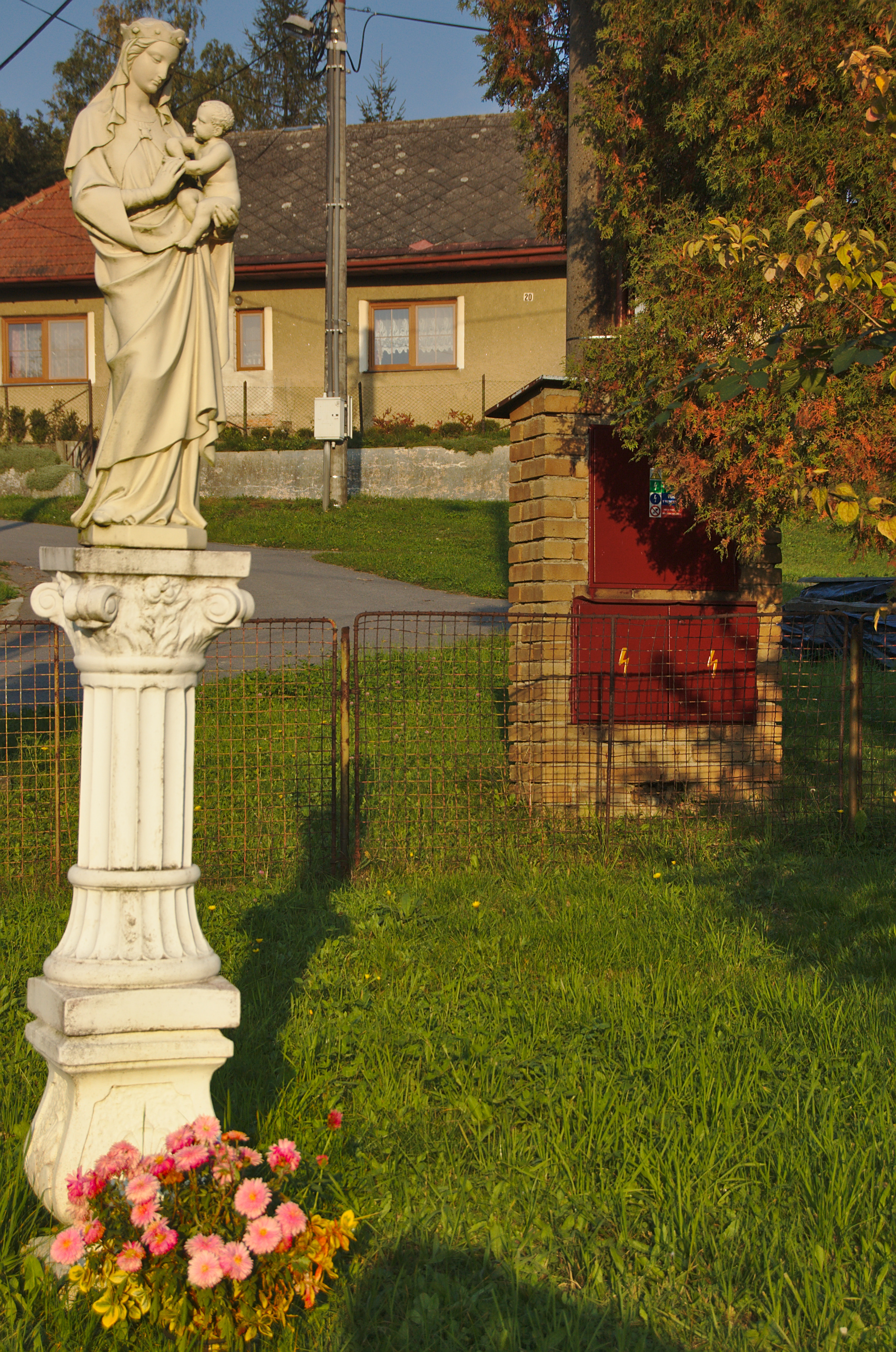
Статуя Девы Марии на площади
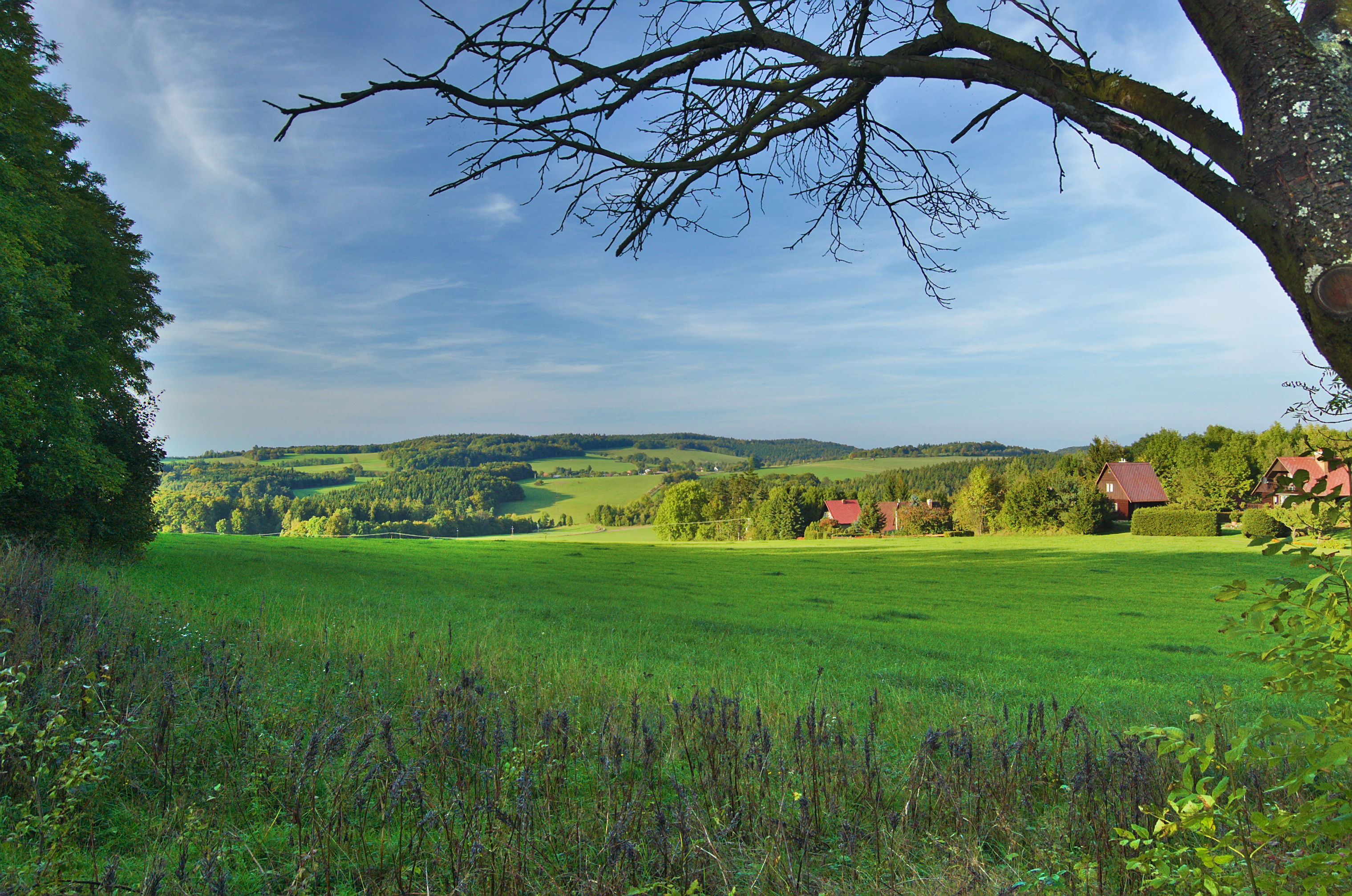
Дачи